# Огаста (Мічиган)
Огаста (англ. Augusta) — селище (англ. village) в США, в окрузі Каламазу штату Мічиган. Населення — 864 особи (2020).

## Географія
Огаста розташована за координатами 42°20′16″ пн. ш. 85°21′9″ зх. д. / 42.33778° пн. ш. 85.35250° зх. д. (42.337672, -85.352464).  За даними Бюро перепису населення США в 2010 році селище мало площу 2,66 км², з яких 2,63 км² — суходіл та 0,04 км² — водойми.

## Демографія
Згідно з переписом 2010 року, у селищі мешкало 885 осіб у 362 домогосподарствах у складі 223 родин. Густота населення становила 332 особи/км².  Було 394 помешкання (148/км²).
Расовий склад населення:
| - 94,0 % — білих - 1,5 % — чорних або афроамериканців - 1,4 % — корінних американців - 0,1 % — азіатів - 1,0 % — осіб інших рас |

До двох чи більше рас належало 2,0 %. Частка іспаномовних становила 2,4 % від усіх жителів.
За віковим діапазоном населення розподілялося таким чином: 24,2 % — особи молодші 18 років, 64,8 % — особи у віці 18—64 років, 11,0 % — особи у віці 65 років та старші. Медіана віку мешканця становила 39,2 року. На 100 осіб жіночої статі у селищі припадало 99,3 чоловіків;  на 100 жінок у віці від 18 років та старших — 100,9 чоловіків також старших 18 років.
Середній дохід на одне домашнє господарство  становив 51 210 доларів США (медіана — 43 375), а середній дохід на одну сім'ю — 60 296 доларів (медіана — 51 458). Медіана доходів становила 33 125 доларів для чоловіків та 33 750 доларів для жінок. За межею бідності перебувало 15,2 % осіб, у тому числі 25,1 % дітей у віці до 18 років та 2,8 % осіб у віці 65 років та старших.
Цивільне працевлаштоване населення становило 431 осіб. Основні галузі зайнятості: виробництво — 25,1 %, освіта, охорона здоров'я та соціальна допомога — 22,0 %, роздрібна торгівля — 11,1 %, науковці, спеціалісти, менеджери — 10,0 %.